# クラウス・シュルツェ
クラウス・シュルツェ（Klaus Schulze、1947年8月4日 - 2022年4月26日）は、ドイツ・ベルリン出身の作曲家。リヒャルト・ヴァーンフリートという別名義も使用している。
主にシンセサイザーやシーケンサーを使用したミニマルかつ大作的な楽曲で知られる。分類的にはプログレッシブ・ロックの延長線上の電子音楽、クラウトロックとも見なされるが、後のテクノ（「テクノポップ」ではなく）やエレクトロニカ、アンビエント・ミュージック（環境音楽）、1988年発表の『エン・トランス』はトランスの起源にもなった。

## 来歴
初期にはタンジェリン・ドリーム（1969年 - 1970年）やアシュ・ラ・テンペル（1970年 - 1971年）のデビュー作品にドラマーとして参加していたが、アルバム『イルリヒト』でソロ・デビュー。これと二作目の『サイボーグ』は、オルガン、および電気的な変調を駆使しつつオーケストラのストリングスを単音で延々と鳴らし続けさせるという変則的な曲調で、一曲あたりの時間が非常に長い大作志向であることを除いて後の作品とは一線を画している。三作目『ブラックダンス』、あるいは『ピクチャー・ミュージック』以降はシンセサイザーをメインに据えたスタイルに転向、
以後は、30年以上に渡ってソロ活動を続け、多くの作品を発表し、初期のシンセサイザー音楽、電子音楽のパイオニアの一人と見なされている。また、ソロ作品では本名以外に、リヒャルト・ヴァーンフリード（Richard Wahnfried）またはヴァーンフリード（Wahnfried）という違う名も用いて、普段とは全く異なる方向性の電子音楽の制作を行っていたこともある。
1978年にレーベルのイノベーティブ・コミュニケーションズを設立し、Ideal、ロベルト・シュレーダー、DIN A Testbild、などをプロデュースした。1979年、彼は第2スタジオとビデオスタジオを設立。その後、アーサー・ブラウンと2ヶ月間のヨーロッパツアーを行った。1980年のコンサートは否定的な報道を受けたが、そうすることで、彼は製鉄所でのライブ録音された工場の音で独自の音楽を構築した。レコード、Dig Itは、史上初の完全デジタルプロデュースアルバムで、同年にリリースされた。これは1981年に音楽雑誌「ステレオプレイ」によって「史上最高のクラウス・シュルツ・アルバム」と評価され、現代のシンセサイザー・プロダクションのリファレンス・レコーディングには「今月のLP」と評価された。
ソロ・アルバムにおいては、ディレイ（エフェクター）を伴うシンセサイザーのシークエンス・パターンを基本に、ストリングスや宇宙的なイメージの効果音がしばしば多用され、即興的なシンセサイザーのソロ・パートが重なっていくというタイプのミニマル・ミュージック的な楽曲が特徴であり、一つの独自なスタイルを確立している。ただしすべてシンセサイザーのみで構成された作品は意外に少なく、他の奏者による生楽器やドラムなどの人力による演奏との共演が多いことも特徴。
この点ではタンジェリン・ドリームと共通点があるが、タンジェリンの方がよりミニマル色が強く、シュルツェは（ワーグナーからの影響を指摘されるように）古典派の影響を受けた重厚で壮大な「楽曲」としての側面が強い。

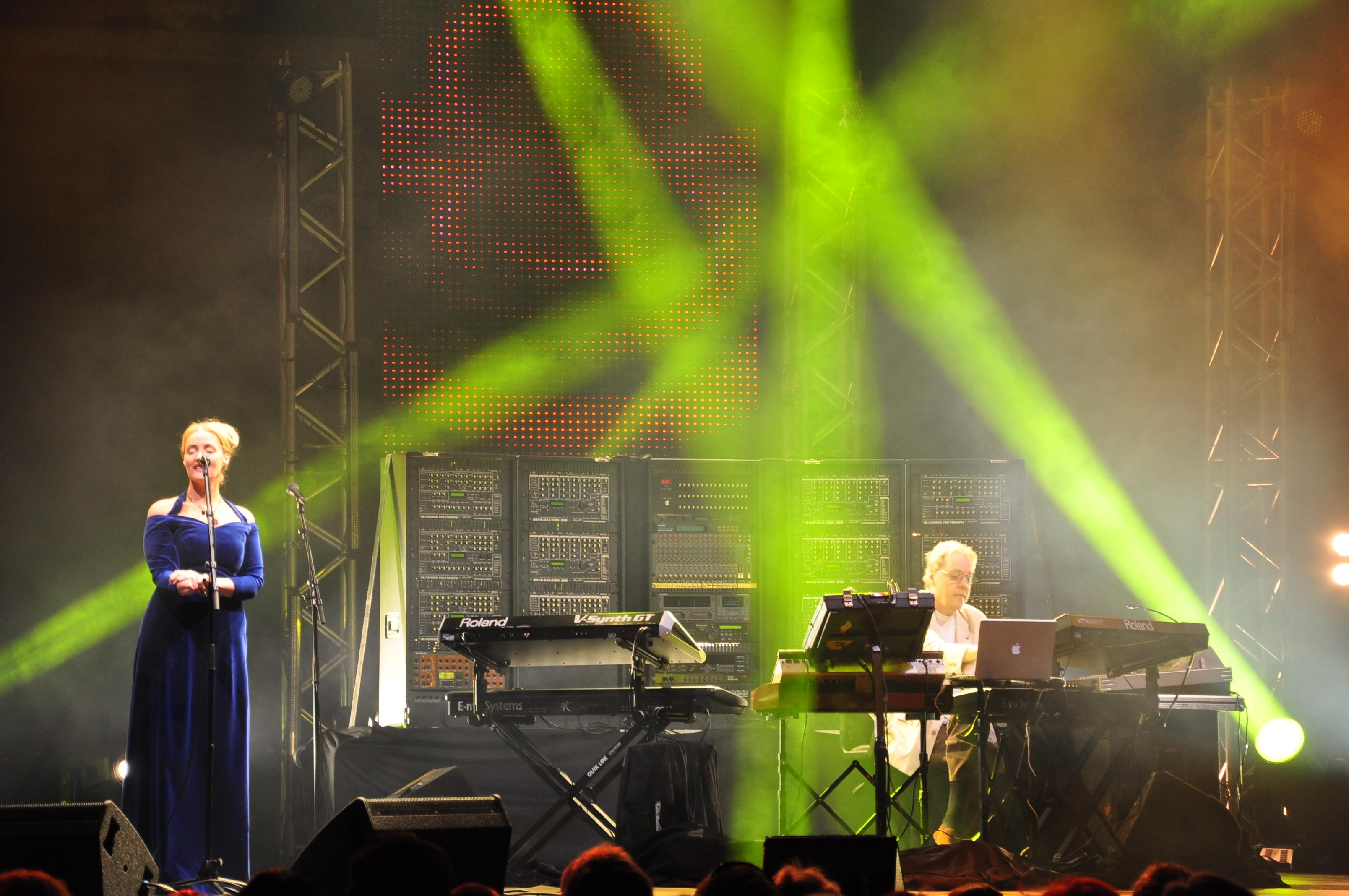
病からの再起後。リサ・ジェラルドと共演（2009年）

2005年には病気で倒れ、一時は生死の境をさまようほどの事態となったが完治。2007年から音楽活動に復帰し、2010年には来日公演を開催している。
晩年にはまた闘病生活を送り、2022年4月26日に74歳で病没した。

## 補足備考
過去、日本では「クラウス・シュルツ」という表記が一般的であった。
他アーティストとのコラボレーション活動としては、ピート・ナムルックと共に制作した『The Dark Side Of The Moog』シリーズやツトム・ヤマシタの『ゴー』、自身のアルバム（例えば『イン・ブルー』など）でのマニュエル・ゲッチングやハラルド・グロスコフとの共演等が挙げられる。
また、日本の作曲家である喜多郎は1975年にヨーロッパでシュルツェと出会い、その元でシンセサイザーについて学んだ。喜多郎が当時に所属していたバンド「ファー・イースト・ファミリー・バンド」のレコーディングのプロデュースをシュルツェが行なっていたという関係がある。

## ディスコグラフィ

### ソロアルバム
- 『イルリヒト』 - Irrlicht (1972年)
- 『サイボーグ』 - Cyborg (1973年)
- 『ブラックダンス』 - Blackdance (1974年)
- 『ピクチャー・ミュージック』 - Picture Music (1975年)
- 『タイムウィンド』 - Timewind (1975年)
- 『ムーンドーン』 - Moondawn (1976年)
- 『ボディ・ラヴ』 - Body Love (1977年) ※映画『絶頂人妻 Body Love』のサウンドトラック
- 『ミラージュ -蜃気楼-』 - Mirage (1977年)
- 『ボディ・ラヴ 2』 - Body Love Vol. 2 (1977年)
- 『エックス』 - X (1978年)
- 『デューン』 - Dune (1979年)
- 『ライヴ』 - ...Live... (1980年) ※ライブ・アルバム
- 『ディグ・イット』 - Dig it (1980年)
- 『トランスファー』 - Trancefer (1981年)
- 『オーデンティティー』 - Audentity (1983年)
- 『ジェンクイェン・ポーランド -ライヴ'83』 - Dziekuje Poland Live 1983 (1983年) ※ライブ・アルバム
- 『アングスト』 - Angst (1984年) ※映画『Angst』のサウンドトラック
- 『インター*フェイス』 - Inter*Face (1985年)
- 『ドリームス』 - Dreams (1986年)
- 『エン・トランス』 - En=Trance (1988年)
- 『ミディテラネアン・パッズ』 - Miditerranean Pads (1990年)
- 『ドレスデン・パフォーマンス』 - The Dresden Performance (1990年) ※ライブ・アルバム
- Beyond Recall (1991年)
- Royal Festival Hall Vol. 1 (1992年) ※ライブ・アルバム
- Royal Festival Hall Vol. 2 (1992年) ※ライブ・アルバム
- The Dome Event (1993年) ※ライブ・アルバム
- 『ドーテの水車小屋』 - Le Moulin de Daudet (1994年) ※フランス映画『ドーデの水車小屋』のサウンドトラック
- Goes Classic (1994年)
- Totentag (1994年)　（オペラ作品）
- 『ダス・ワグナー・デザスター』 - Das Wagner Desaster - Live (1994年) ※ライブ・アルバム
- 『イン・ブルー』 - In Blue (1995年)
- 『アー・ユー・シークェンスト？』 - Are You Sequenced? (1996年)
- 『ドスブルグ・オンライン』 - Dosburg Online (1997年)
- 『バレエ1』 - Ballett 1 (2000年)
- 『バレエ2』 - Ballett 2 (2000年)
- 『バレエ3』 - Ballett 3 (2000年)
- 『バレエ4』 - Ballett 4 (2000年)
- The Crime of Suspense (2000年)
- 『ライブ・アット・クラングアート』 - Live @ KlangArt (2001年) ※ライブ・アルバム
- 『ムーンレイク』 - Moonlake (2005年)
- 『コンティヌーム』 - Kontinuum (2007年)
- 『ビッグ・イン・ジャパン - ライヴ・イン東京 2010』 - Big in Japan: Live in Tokyo 2010 (2010年) ※ライブ・アルバム
- 『シャドウランズ』 - Shadowlands (2013年)
- Stars Are Burning (2014年) ※ライブ・アルバム
- Eternal: The 70th Birthday Edition (2017年) ※未発表アルバム＋レア・トラック集
- Silhouettes (2018年)
- Deus Arrakis (2022年)
- 101, Milky Way (2024年)
- Bon Voyage (Live Audimax Hamburg 1981) (2025年) ※ライブ・アルバム

#### ボックス・セット
基本的にすべてがライブや別バージョンなどの蔵出し音源。
- Silver Edition (1993年) ※10枚組
- Historic Edition (1995年) ※10枚組
- Jubilee Edition (1997年) ※25枚組
- The Ultimate Edition (2000年) ※上記3つを含む50枚組 - ただしJublee Editionの19、21枚目の一部を除く
- Contemporary Works I (2000年) ※10枚組
- Contemporary Works II (2002年) ※5枚組

### リヒャルト・ヴァーンフリート名義
- Time Actor (1979年)
- 『トーンヴェレ - ヴァーンフリードの記録』 - Tonwelle (1981年)
- Megatone (1984年)
- 『ミィディタツィオン - ヴァーンフリードの瞑想』 - Miditation (1986年)
- Trancelation (1994年)
- 『トランス・アピール』 - Trance Appeal (1996年)
- 『ドラムン・ボールズ』 - Drums 'n' Balls (The Gancha Dub) (1997年)

### The Dark Side of The Moog
ピート・ナムルックとの出会いは不明であるが、10年以上の長期に渡って活動、10作をリリースし一度完結宣言が出されたが、
2008年4月に第11作目が何の前触れも無く突然発表された。
- The Dark Side of the Moog: Wish You Were There (1994年)
- The Dark Side of the Moog II: A Saucerful of Ambience (1994年)
- The Dark Side of the Moog III: Phantom Heart Brother (1995年)
- The Dark Side of the Moog IV: Three Pipers at the Gates of Dawn (1996年)
- The Dark Side of the Moog V: Psychedelic Brunch (1996年)
- The Dark Side of the Moog VI: The Final DAT (1997年)
- The Dark Side of the Moog VII: Obscured by Klaus (1998年)
- The Dark Side of the Moog VIII: Careful With the AKS, Peter (1999年)
- The Dark Side of the Moog: The Evolution of the Dark Side of the Moog (2002年)
- The Dark Side of the Moog IX: Set the Controls for the Heart of the Mother (2002年)
- The Dark Side of the Moog X: Astro Know Me Domina (2005年)
- The Dark Side of the Moog XI: The Heart of Our Nearest Star (2008年)

### 連名作品
- Lord Krishna von Goloka (1973年) ※with Sergius Golowin
- Aphrica (1984年) ※with Rainer Bloss and Ernst Fuchs
- Drive Inn (1984年) ※with Rainer Bloss
- Transfer Station Blue (1984年) ※with Michael Shrieve and Kevin Shrieve
- 『組曲「バベルの塔」』 - Babel (1987年) ※with アンドレアス・グロッサー
- 『ファースケイプ』 - Farscape (2008年)  ※with リサ・ジェラルド
- 『ラインゴールド』 - Rheingold (2008年) ※ライブ・アルバム。with リサ・ジェラルド
- 『ポーランドの夜』 - Dziękuję Bardzo (2009年) ※ライブ・アルバム。with リサ・ジェラルド
- Big in Europe (2013年) ※ライブ・アルバム。with リサ・ジェラルド

### タンジェリン・ドリーム
- 『瞑想の河に伏して』 - Electronic Meditation（1970年）

### アシュ・ラ・テンペル
- 『ファースト』 - Ash Ra Tempel (1971年)
- 『ジョイン・イン』 - Join Inn (1973年)
- 『フレンドシップ』 - Friendship (2000年)
- 『ライヴ・アット・ロイヤル・フェスティヴァル・ホール』 - Gin Rosé: at the Royal Festival Hall (2000年)

### コズミック・ジョーカーズ
- 『コズミック・ジョーカーズ』 - The Cosmic Jokers (1974年)
- 『ギャラクティック・スーパーマーケット』 - Galactic Supermarket (1974年)
- Planeten Sit-In (1974年)
- 『サイ・ファイ・パーティー』 - Sci Fi Party (1974年) ※Kosmische Musikレーベルのサンプラーとして発表
- Gilles Zeitschiff (1974年) ※コンピレーション

### ゴー（ツトム・ヤマシタ）
- 『ゴー』 - Go (1976年)
- 『ゴー・ライヴ』 - Go Live From Paris (1976年)
- 『ゴー・トゥー』 - Go Too (1977年)